# Fotbollsgalan 2014
Fotbollsgalan 2014 arrangerades i Globen i Stockholm måndagen den 10 november 2014 och var den 20:e fotbollsgalan sedan premiäråret 1995. Galan direktsändes i TV4 medan Sveriges Radio P4 stod för radiosändningarna.
Programledare var Anna Brolin och Soran Ismail.

## Priser
Följande priser delades ut.
| Pris                                         | Vinnare                                                                              |
| -------------------------------------------- | ------------------------------------------------------------------------------------ |
| Årets tränare, herrar                        | Åge Hareide, Malmö FF                                                                |
| Årets tränare, dam                           | Rickard Nilsson, KIF Örebro                                                          |
| Årets nykomling (herr)                       | Gustav Engvall, IFK Göteborg                                                         |
| Årets genombrott (dam)                       | Malin Diaz, Eskilstuna                                                               |
| Årets anfallare, herr                        | Zlatan Ibrahimović, Paris Saint-Germain FC                                           |
| Årets anfallare, dam                         | Lotta Schelin, Lyon                                                                  |
| Årets mittfältare, herr                      | Albin Ekdal, Cagliari                                                                |
| Årets mittfältare, dam                       | Caroline Seger, Paris Saint-Germain FC                                               |
| Årets back, herr                             | Andreas Granqvist, Krasnodar                                                         |
| Årets back, dam                              | Nilla Fischer, Wolfsburg                                                             |
| Årets målvakt, herr                          | Andreas Isaksson, Kasımpaşa                                                          |
| Årets målvakt, dam                           | Hedvig Lindahl, Kristianstad                                                         |
| Fotbollsallsvenskans mest värdefulla spelare | Markus Rosenberg, Malmö FF                                                           |
| Damallsvenskans mest värdefulla spelare      | Anja Mittag, FC Rosengård                                                            |
| Fotbollskanalens hederspris                  | Tommy Svensson                                                                       |
| Årets domare                                 | Pernilla Larsson Jonas Eriksson                                                      |
| Årets skyttekung                             | Lasse Vibe, IFK Göteborg                                                             |
| Årets skyttedrottning                        | Anja Mittag, FC Rosengård                                                            |
| Fair Play-priset                             | IFK Göteborg (Allsvenskan) Linköpings FC (Damallsvenskan) GIF Sundsvall (Superettan) |
| Årets mål                                    | Magnus Eriksson, Malmö FF                                                            |
| Diamantbollen                                | Lotta Schelin, Lyon                                                                  |
| Guldbollen                                   | Zlatan Ibrahimović, Paris Saint-Germain FC                                           |

## Artister
- Amanda Jenssen
- Ace Wilder
- Martin Stenmark